# Allodiatrypella
Allodiatrypella is een monotypisch geslacht van schimmels behorend tot de familie Valsaceae. Het bevat alleen Allodiatrypella ananthapadmanabanii.